# Rosalía Mera
Rosalía Mera Goyenechea (n. 28 ianuarie 1944, A Coruña, Galicia, Spania – d. 15 august 2013, A Coruña, Galicia, Spania) a fost o femeie de afaceri și antreprenoare spaniolă. La momentul morții ei, ea era cea mai bogată femeie din Spania și cea mai bogată femeie self-made din lume.  În 1975, ea a co-fondat lanțul de retail Zara împreună cu soțul ei de atunci, Amancio Ortega Gaona. Compania a crescut pentru a deveni cel mai mare retailer de modă din lume.